# 5360 Rozhdestvenskij
5360 Rozhdestvenskij este un asteroid din centura principală de asteroizi.

## Descriere
5360 Rozhdestvenskij este un asteroid din centura principală de asteroizi. A fost descoperit pe 8 noiembrie 1975 la Observatorul de Astrofizică din Crimeea de Nikolai Cernîh. Asteroidul prezintă o orbită caracterizată de o semiaxă mare de 3,24 ua, o excentricitate de 0,02 și o înclinație de 21,8° în raport cu ecliptica.